# Z 6 Theodor Riedel
Pour les articles homonymes, voir Kléber (homonymie).
Le Z 6 Theodor Riedel est un destroyer de classe 1934A construit pour la Kriegsmarine au milieu des années 1930.  

## Historique

Dessin du Theodor Riedel en 1943.

Au début de la Seconde Guerre mondiale en septembre 1939, le navire mouille des champs de mines défensifs en mer du Nord. Il couvre les navires de sa classe lors des largages de champs de mines dans les eaux anglaises de la fin 1939 à début 1940. Il participe aux débuts de la campagne norvégienne en transportant des troupes dans la zone de Trondheim au début d'avril 1940, avant d'être transféré en France plus tard dans l'année. Le navire couvre une autre sortie de minage avant que des problèmes de moteur ne l'obligent à retourner en Allemagne en novembre pour les réparations. Le Theodor Riedel est gravement endommagé après un échouement trois jours après l'achèvement de ses réparations, restant en panne jusqu'à mai 1942. 
Le navire est transféré en Norvège en 1942 où il s'échoue une nouvelle fois en juillet pendant qu'il attaquait un convoi vers la Russie. Après les réparations achevées en décembre, le destroyer participe à la bataille de la mer de Barents à la fin de l'année et à l'attaque allemande sur le Spitzberg à la mi-1943. Après une longue remise en état, le navire escorte des navires entre le Danemark et la Norvège jusqu'en mai 1945, date à laquelle il effectue plusieurs allers-retours pour secourir les réfugiés de la province de Prusse-Orientale.
Le Theodor Riedel passe le reste de l'année sous contrôle britannique, avant d'être attribué à la France au début de 1946 et renommé Kléber avec pour indicatif visuel D603. Après un court laps de temps opérationnel dans la Marine française, le navire est modernisé à Cherbourg en 1948-51. Après son achèvement, le navire est affecté à l'escadre de la Méditerranée pendant plusieurs années. Le Kléber est placé en réserve à la fin de 1953, vendu qu'en 1957 et démoli l'année suivante.